# Milroy (Minnesota)
Milroy – miasto w Stanach Zjednoczonych, w stanie Minnesota, w hrabstwie Redwood.